# Милета Лесковац
Милета Лесковац је био апотекар у Старом Врбасу. Апотеку је основао 1897. године, као другу на територији Врбаса. Прва апотека у Новом Врбасу је отворена 1861. године и звала се Код свете Тројице. Апотека Милете Лесковца је била Апотека Код Круне.

## Биографија
Милета Лесковац, старији, рођен је 1873. године у Кули. Студије фармације завршио је у Пешти 1895. године и прву апотеку отворио у Кули.
Године 1897. Преселио се у Стари Врбас где купује кућу и отвара апотеку „Код Круне“. Оженио се са Милицом Аксентијевић (1874-1945) из Жабља и са њом добио сина Милету млађег. Милета старији водио је апотеку до своје смрти 1942. године.
Милета млађи родио се у Старом Врбасу 1898. године.
Студије фармације звршио је у Загребу 1932. Био је ожењен Златом Броз (1906-1960) са којом је имао кћерку Станку. Милета Лесковац млађи у породичној апотеци радио је све до 1949. године кад је апотека одлуком власти национализована. Намештај апотеке је конфискован и стављен на расплагање државној апотеци. Милета је до краја живота радио у државној служби, а умро је 1970. године.
Гробница породице Лесковац налази се на Новом гробљу у Врбасу. О споменику нико више не води рачуна и у веома је лошем стању.
Намештај апотеке Код Круне је у власништву Градске апотеке Врбас, а дат је на коришћење за изложбене потребе Градском музеју Врбас од 1997. године. Намештај се састоји из 12 витрина, два пулта и једног радног стола. Намештај је израђен у мајсторској радионици у Бечу.

## Галерија
- Милета Лесковац, 1916. година
- Милета Лесковац, млађи
- Апотека „Код Круне”, породице Лесковац
- Зграда апотеке у Старом Врбасу
- Кутијица за помаду
- Детаљ из сталне поставке
- Апотека, полица са лековима
- Оригинална кутијица за лекове
- Део сталне поставке у Музеју
- Апотека
- Изглед апотеке
- Стална поставка у Градском музеју Врбас
- Оригинална коверта
- Диплома Милете Лесковца сатријег
- Диплома Милете Лесковца, млађег
- Пословно писмо
- Коверат из апотеке са меморандумом